# 73769 Delphi
73769 Delphi è un asteroide della fascia principale esterna. Scoperto nel 1994, presenta un'orbita caratterizzata da un semiasse maggiore pari a 3,9908951 UA e da un'eccentricità di 0,2592549, inclinata di 1,89497° rispetto all'eclittica.
L'asteroide è dedicato a Delfi, città dell'Antica Grecia.
Appartiene alla famiglia degli asteroidi Hilda. 